# Ekonomia głównego nurtu
Ekonomia głównego nurtu (ang. main-stream economics) – termin ekonomiczny stosowany na określenie szkół i kierunków we współczesnej ekonomii, które akceptują część paradygmatu szkoły neoklasycznej. 
Warunkiem zaliczenia szkoły do głównego nurtu ekonomii jest m.in. stosowanie w badaniach metod dedukcyjnych i abstrakcyjnych, analizowanie zjawisk gospodarczych w ujęciu statycznym i dynamicznym, uwzględnianie innowacji w tworzonych modelach, opracowanie podstaw mikroekonomicznych dla analizy makroekonomicznej, zapewniających wewnętrzną spójność teorii.
Rozwój teorii sprawia, że zakres ekonomii głównego nurtu ulega zmianom. Współcześnie należą do niej szkoła neoklasyczna, monetaryzm, teoria racjonalnych oczekiwań, teoria realnego cyklu koniunkturalnego oraz keynesizm.
Do ekonomii głównego nurtu zalicza się tezę Arthura Okuna wyboru „coś za coś". 